# 工读主义
工讀主義，又称工读互助主义，是中國近代的一股社會運動，提倡半工半讀，開始於1912年留法勤工儉學、1915年留美工讀會，然後出現於國内多地。1920年，少年中國學會的王光祈等人創辦更加有組織性、互助性的工讀互助團，很多新文化運動和日後中國共產黨的成員都有參加。